# Terry Fell
Terry Fell (* 13. Mai 1921 in Dora, Alabama; † 4. April 2007 in Madison, Tennessee) war ein US-amerikanischer Country-Musiker. Sein größter Hit war Don’t Drop It.

## Leben

### Kindheit und Jugend
Terry Fell wurde 1921 in Alabama geboren und bekam seine erste Gitarre im Alter von neun Jahren. Später lernte er auch Mandoline und besuchte Gesangsstunden. Als Fell 13 Jahre alt war, starb sein Vater und drei Jahre später zog Fell alleine nach Kalifornien, wo er einige Zeit in einem Camp der Civilian Conversation Corps (CCC Camps) verbrachte. Nachdem er für kurze Zeit wieder in Alabama wohnte, zogen Fell und seine Mutter endgültig an die Westküste der USA. Dort begann er 1943, als Bassist für Merl Lindsay zu spielen.

### Karriere
Fell startete seine Schallplatten-Karriere um 1945 als Mitglied in Billy Hughes’ Band. Erstmals auf Schallplatte zu hören war Fell mit Hughes bei Fargo Records. Danach begann Fell, solo für Cortney und 4 Star Records aufzunehmen. Obwohl keine seiner Singles dort Hits wurden, so führten sie doch dazu, dass RCA Victor Fell 1954 für ihr neues Sublabel X Records unter Vertrag nahm.
Bereits während seiner ersten Session für RCA in Hollywood spielte er die Single ein, die sein größter Erfolg werden sollte. Obwohl die A-Seite Don’t Drop It Platz vier der Hot Country Songs erreichte, war es am Ende doch die B-Seite Truck Driving Man, die im Laufe der Jahre zu einem Klassiker der Trucker-Country-Musik wurde. 1976 schaffte es der Song in der Version von Red Steagall in die Charts. Don’t Drop It wurde unter anderem auch von Wilbert Harrison und Jerry Lee Lewis gecovert.
Fell nahm in den nächsten zwei Jahren weiterhin für RCA auf, konnte aber letztendlich nicht an seinen Anfangserfolg anknüpfen. RCA verlängerte seinen Vertrag 1956 daher nicht und Fell spielte in den nächsten Jahren einige Platten für Crest Records und Lode Records ein, die aber keinen Erfolg hatten. 1959 leistete Fell seinen Militärdienst in der US-Army und war in Deutschland stationiert. Zusammen mit Elvis Presley, der zur selben Zeit G.I. war, schrieb er den Song Mississippi River; der Titel wurde nie veröffentlicht, aber 1996 für 30.000 Dollar versteigert.
Aufgrund des fehlenden Erfolges und von gesundheitlichen Problemen gab Fell seine Karriere auf. Für kurze Zeit managte er den späteren Country-Star Buck Owens und schrieb 1961 Bobby Edwards’ Hit You’re The Reason. Fell zog 1962 nach Nashville, Tennessee, wo er als Songschreiber und für verschiedene Publisher-Firmen arbeitete, bis er in Pension ging. 1993 veröffentlichte Bear Family Records die CD Truck Driving Man mit seinen gesammelten Werken. Terry Gordon vermerkte, dass Fell 1998 gestorben sei, revidierte dies aber wieder. Fell wurde um seine Leistungen in der Musik von der Alabama Music Hall of Fame ausgezeichnet.

## Diskografie

### Singles
Alle 4-Star- und RCA-Platten erschienen unter dem Namen Terry Fell and the Fellers.
| Jahr           | Titel                                                                      | #       | Anmerkungen               |
| -------------- | -------------------------------------------------------------------------- | ------- | ------------------------- |
| Fargo Records  |                                                                            |         |                           |
|                | Paper Heart / You Don’t Want Me Anymore                                    | 1112    | mit den Red River Rangers |
| 4 Star Records |                                                                            |         |                           |
| 1947           | Paper Heart / You Don’t Want Me Anymore                                    | 1160    |                           |
| 1947           | You Ran Around / I’ve Done All I Know To Do                                | 1161    |                           |
| 1947           | You Are My Sunshine / Will There Be a Light In Your Window                 | 1162    |                           |
| 1947           | Guess I’m Better Off Without You / Rainbow at Midnight                     | 1163    |                           |
| 1948           | There’s a Gold Moon Shining / You’re Not Wanted Here                       | 1206    |                           |
| 1948           | Napanee / Little by Little                                                 | 1211    |                           |
| 1948           | Snow Beard / Put Another In Heart                                          | 1212    |                           |
| 1950           | Snow Dear / With Another In Your Heart                                     | 1426    |                           |
| X Records      |                                                                            |         |                           |
| 1954           | Let’s Stay Together Till After Christmas / We Wanna See Santa Do The Mambo | 4X-0009 |                           |
| 1954           | Don’t Drop It / Truck Driving Man                                          | 4X-0010 |                           |
| 1955           | You Don’t Give a Hang About Me / Get Aboard My Wagon                       | 4X-0079 |                           |
| 1955           | Mississippi River Shuffle / He’s In Love with You                          | 4X-0114 |                           |
| 1955           | I’m Hot To Trot / Fa-So-La                                                 | 4X-0149 |                           |
| RCA Victor     |                                                                            |         |                           |
| 1955           | That’s What I Like / I Nearly Go Crazy                                     | 20-6256 |                           |
|                | That’s The Way The Big Ball Bounces / What Am I Worth?                     | 20-6353 |                           |
|                | If I Didn’t Have You / Over and Over                                       | 20-6444 |                           |
|                | Consolation Prize / What! Bam! Hot Ziggity Zam                             | 20-6515 |                           |
|                | Don’t Do It, Joe / I Can Hear You Cluckin’                                 | 20-6621 |                           |
| 1956           | Play The Music Louder / Caveman                                            | 20-6707 |                           |
| Lode Records   |                                                                            |         |                           |
| 1958           | Child Bride / Paper Kite                                                   | 2004    |                           |
| Crest Records  |                                                                            |         |                           |
| 1960           | Y’all Be Good Now / Who Whose                                              | 1071    |                           |
| Sims Records   |                                                                            |         |                           |
| 1964           | If I Could Learn to Love You Less / Music City U.S.A.                      | 192     |                           |
| RCA Victor     |                                                                            |         |                           |
|                | I’ve Never Been Sober / ?                                                  | 47-9719 |                           |

### Alben
- 1993: Truck Driving Man (Bear Family Werkausgabe)